# Диллон, Кларенс Дуглас
Кларенс Дуглас Диллон (англ. Clarence Douglas Dillon; 21 августа 1909 — 10 января 2003) — американский политик, дипломат, 57-й министр финансов США. Сын Кларенса Диллона, одного из богатейших людей Америки.

## Биография
Кларенс Диллон родился в Женеве, Швейцария. Его дед по отцовской линии был бедным еврейским иммигрантом из Польши, его жена из семьи выходцев из Швеции. Отец Диллона основал инвестиционный банк Dillon, Read & Co. Мать Энн Дуглас имела шотландские корни.
Начальное образование получил в Лейкхёрсте, штат Нью-Джерси, где также проходили обучение три брата из семьи Рокфеллеров, Нельсон, Лоуренс и Джон. В 1931 году Диллон в Гарвардском университете получает степень бакалавра искусств в области американской истории и литературы.
В 1938 году Кларенс Диллон получает должность вице-президента в инвестиционном банке Dillon, Read & Co. Во время Второй мировой войны служил в Военно-морских силах на Гуаме, Сайпане и Филиппинах, после войны уволился в звании лейтенант-коммандера.
В 1953 году президент Эйзенхауэр назначил Диллона послом США во Франции. В 1958 году он становится заместителем государственного секретаря по экономическим вопросам. В 1959—1961 годах заместитель государственного секретаря.
В 1961 году президент Джон Кеннеди утверждает политика на должность министра финансов. На этом посту Диллон предложил пятый раунд в обсуждении Генерального соглашения по тарифам и торговле. Также, в 1962 году он сыграл важную роль в подготовке закона «О доходах», устанавливавший 7 процентный налоговый кредит для стимулирования промышленного роста. 
С 1972 по 1975 год Диллон руководил фондом Рокфеллера. После смерти 96-летнего отца унаследовал шато О-Брион, одно из великих винодельческих хозяйств Бордо. Его дочь Джоан была женой принца Карла Люксембургского.

## Награды
- Орден «Легион почёта»
- Воздушная медаль (США)
- Президентская медаль Свободы